# الاتحاد السنغالي لكرة القدم

الشعار السابق للاتحاد السنغالي

تأسس الاتحاد السنغالي لكرة القدم (بالفرنسية: Fédération Sénégalaise de Football)‏ في عام 1960م وانضم إلى الإتحاد الدولي لكرة القدم في 1962م وإنضم إلى الاتحاد الأفريقي لكرة القدم في 1963م.